# Dictyanthus ceratopetalus
Dictyanthus ceratopetalus är en oleanderväxtart som beskrevs av J. D. Smith. Dictyanthus ceratopetalus ingår i släktet Dictyanthus och familjen oleanderväxter. Inga underarter finns listade i Catalogue of Life.